# Maximilian Mundt
Maximilian Mundt (Hamburgo; 27 de abril de 1996) es un actor y fotógrafo alemán. Saltó a la fama con su papel de protagonista, en la serie de Netflix: Cómo vender drogas online (rápido).

## Trayectoria
Desde 2012 asistió a la New Talent Acting School, en Hamburgo. Hizo sus primeras apariciones en televisión en series y radio, como La llamada de emergencia Hafenkante, Die Pfefferkörner, Grossstadtrevier o Nord bei Nordwest. Desde 2013 ha sido miembro del grupo de rendimiento juvenil en el Teatro Thalia, en Hamburgo . Allí también ha recibido asesoramiento dramatúrgico en el teatro joven desde 2015.
Tuvo su primer papel importante en la comedia de Ruhrpott Radio Heimat, dirigida por Matthias Kutschmann. En 2017 estaba también en La leche de tigre, de Ute Wieland. Desde su papel protagónico en la exitosa serie de Netflix: Cómo vender drogas  online (A toda pastilla), se dio a conocer internacionalmente.
Además de actuar, Maximilian Mundt también trabaja como cineasta y fotógrafo. Descubrió su pasión por la fotografía y el procesamiento de imágenes bastante tarde, pero después de varias publicaciones de sus trabajos impresos y televisivos, ganó el Premio Alemán de Fotografía Juvenil en 2015. También ha realizado varios cortometrajes como camarógrafo y director; y, ha estado estudiando cine en la Escuela Superior de Bellas Artes de Hamburgo (HfbK Hamburg, en alemán) desde 2016.

## Filmografía
- 2013: La llamada de emergencia Hafenkante.
- 2015: Radio Heimat.
- 2016: Área metropolitana (episodio 403: Grandma Helmut).
- 2016: La Leche de tigre.
- 2017: Norte en Noroeste - ¡Oro! (Serie de televisión).
- 2019: Cómo vender drogas online (A toda pastilla) (serie de televisión de Netflix).
- 2023: Gran Turismo

## Premios
- 2015: Premio alemán de fotografía juvenil.